# Romería

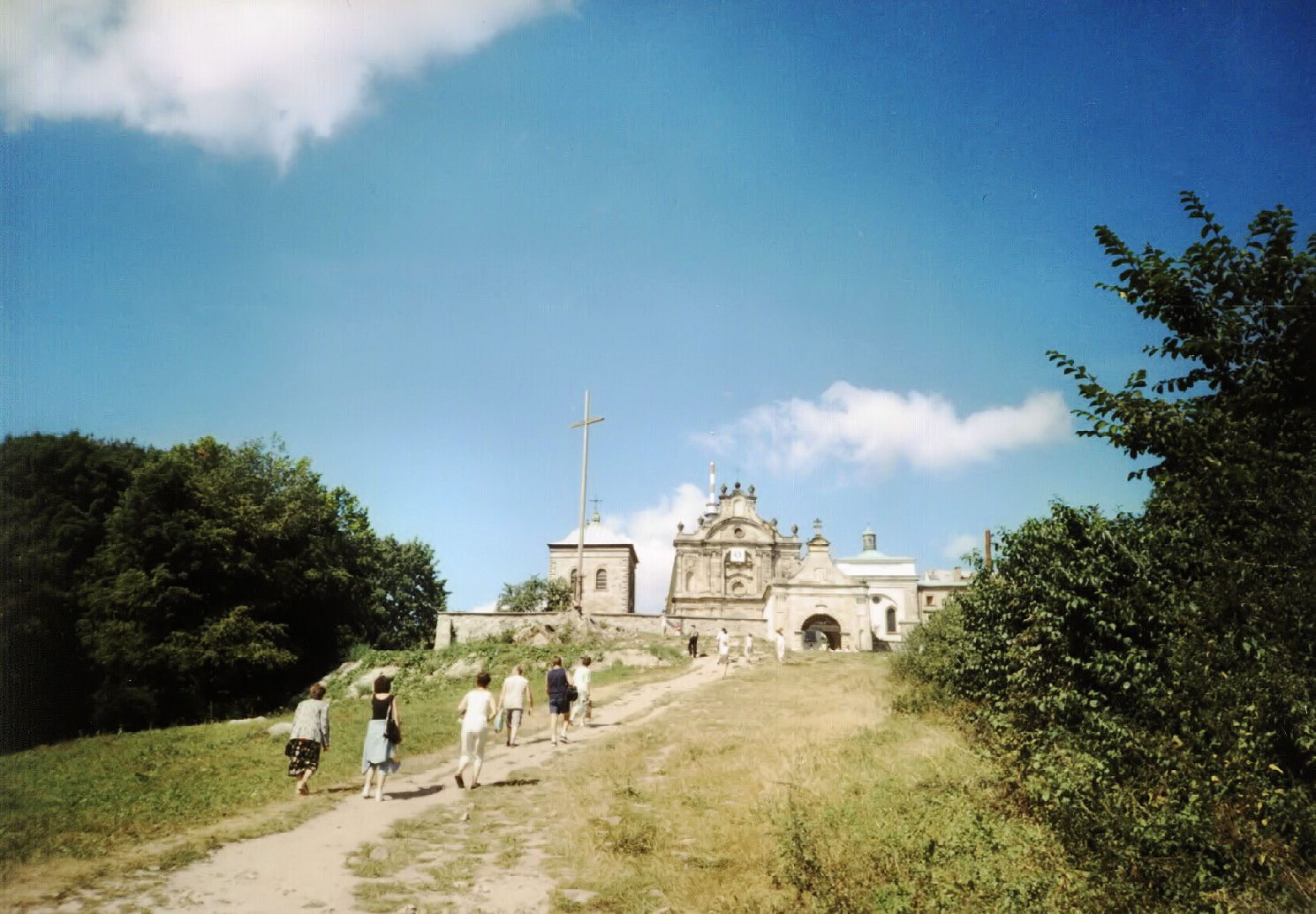
Peregrinos dirigiéndose a una abadía

La palabra romería viene de romero, nombre que designa a los peregrinos que se dirigen a Roma, y por extensión, a cualquier santuario.
Es una fiesta católica que consiste en un viaje o peregrinación (en carros engalanados, carrozas, a caballo o a pie) que se dirige al santuario o ermita de una virgen o un santo patrón del lugar, situado normalmente en un paraje campestre o de montaña. A veces no es necesario que sea todo un viaje, sino que la fiesta dure todo un día, una mañana o una tarde.

## Historia
Las romerías datan de la más remota antigüedad. Los judíos se reunían o iban en peregrinación al lugar en que se hallaba el tabernáculo. Desde el tercer siglo de nuestra era, los cristianos participaron en romerías para visitar los sepulcros de los mártires. La Tierra Santa fue por mucho tiempo el objeto piadoso de estos viajes los cuales sin duda se originaron durante las Cruzadas. Nuestra Señora de Loreto y Santiago en Galicia fueron los santuarios principalmente visitados por los romeros, peregrinos o palmeros, los cuales dejaron en ellos testimonios auténticos de su piedad. En nuestros tiempos se sigue celebrando gran número de romerías en España, Francia e Italia, reservándose el nombre de peregrinaciones las que tienen por objeto visitar al Papa.

## Argentina
En Argentina se realiza la romería o peregrinación a pie a la Virgen de Luján que es la patrona de Argentina. En la misma más de un millón de fieles participa caminando toda la noche en la última semana de septiembre de cada año. El Santuario Nacional se realizó a partir de un milagro que habría sucedido en 1631 en la localidad de Luján y ha sido visitado por el Papa Juan Pablo II en 1982. Hay infinidad de pequeñas peregrinaciones hacia y desde Luján desde diferentes poblados de la Argentina. Una de las más importantes es la Travesía Peregrina que sale de Luján hacia el Santuario de San Nicolás con la particularidad que se realiza a caballo en la primera quincena de octubre de cada año. Se comenzó con ella en el año 1990.

## Chile
En la región de Coquimbo se celebra la Fiesta de Nuestra Señora de Andacollo en la localidad de Andacollo, que se celebra desde 1585. Previo a la fiesta miles de personas caminan toda la noche desde la costa hacia la localidad que se encuentra en un macizo de montañas, el recorrido máximo es de unos 20 kilómetros.
Las principales romerías se efectúan a Bernardo O'Higgins cada 20 de agosto, debido a que se celebra su natalicio, costumbre que se realiza en Santiago, Chillán y en la Región que lleva su nombre (principalmente Rancagua y Graneros). Pero otras también se efectúan, como la que organiza la Democracia Cristiana Chilena a su Líder Histórico, Eduardo Frei Montalva, cada 22 de enero, el Partido Comunista a Gladys Marín cada 6 de marzo y la Derecha Chilena a Jaime Guzmán cada 1 de abril (fecha que se adelanta si ese día cae Viernes Santo o alguno de los dos días siguientes al Triduo Pascual). En el año 2006, el Ejército de Chile rindió un Funeral de Estado, como debería haber sido al General Carlos Prats González, romería que se hizo en septiembre de ese año en el Cementerio General de Santiago, mientras que Organizaciones vinculadas a la Concertación y Juntos Podemos por más Democracia, efectúan cada 04 y 11 de septiembre, tanto al Presidente de Chile, Salvador Allende y a los 1198 Detenidos Desaparecidos en el Memorial en su Recuerdo, ubicado en el Cementerio General de Santiago. Desde abril de 2006 mismo año, la Iglesia de Santiago organiza una Romería a la Cripta de quienes fueron sus Arzobispos y Deanes de la Catedral Metropolitana de Santiago, instaurándose como Tradición cuando llega una Autoridad Vaticana como el Cardenal Ángelo Sodano en 2007 (para el Responso al Cardenal Raúl Silva Henríquez en su Centenario), cuando llega el Nuevo Arzobispo de Santiago, como ocurrió con Monseñor Ricardo Ezzati Andrello el 15 de enero de 2011 y un Nuevo Nuncio Apostólico de Su Santidad. En algunos casos, las mismas son públicas, debido a que la anterior Cripta, era muy reducida de tamaño y la actual, ubicada debajo del Altar de la Catedral Metropolitana de Santiago, es más amplia, lo que permite una numerosa cantidad de público en su interior.

## Costa Rica

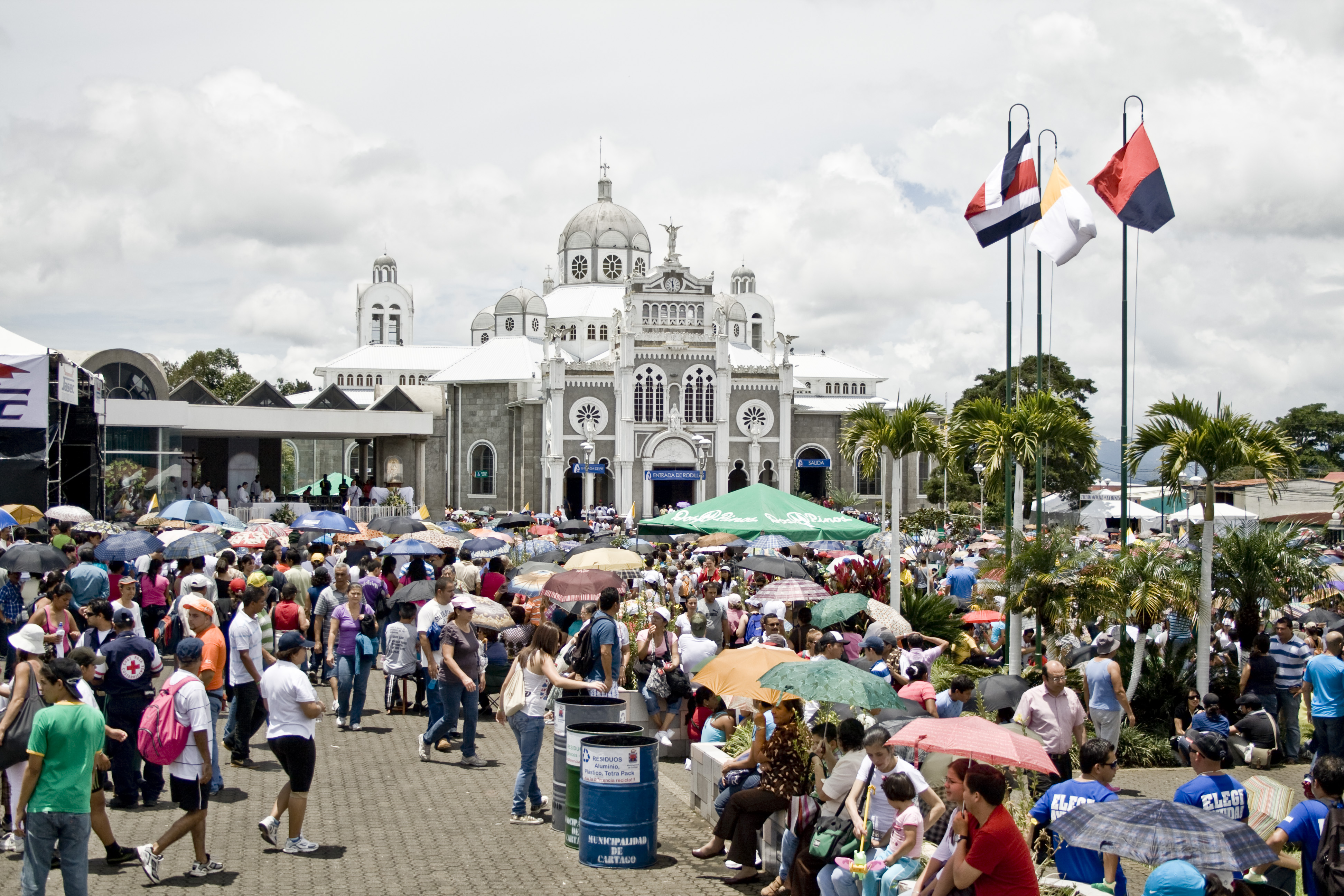
Fieles ingresando a la Basílica

En Costa Rica, la peregrinación más importante del país es la Romería a la Virgen de los Ángeles (Patrona de Costa Rica) conocida como "La Negrita". Esta celebración se realiza el 2 de agosto en la Basílica de Los Ángeles en la provincia de Cartago. En esta romería participan alrededor de 2.500.000 de fieles (más de la mitad de la población costarricense) y cada año aumenta la cantidad de romeros alrededor de cien mil personas, quienes a pie se presentan ante la Virgen para agradecer o solicitar su intercesión por las necesidades personales, nacionales o mundiales.  La basílica de los Ángeles no es el único lugar al que los peregrinos acuden para rendir tributo a “La Negrita”, el 2 de agosto. Otras romerías se llevan a cabo en distintas partes del país, tales como: En San Carlos se hacen tres peregrinaciones: en Las Delicias, Pital y La Fortuna. En la zona sur del país, sale una de la capilla de Palmar Norte y llega hasta La Capilla de los Ángeles en Ciudad Cortés, en Osa; un recorrido de 15 km aproximadamente. En Puntarenas, se efectúa una caminata desde la parroquia de El Roble hasta la Catedral de Puntarenas, de unos 14 km. Y muchos otros pequeños poblados de todo Costa Rica.
Cabe destacar que muchos de los romeros eligen realizar la caminata días antes, por lo que aunque esta peregrinación se realiza oficialmente cada 2 de agosto La Virgen de los Ángeles recibe fieles que la realizan desde días anteriores.

## España

### Castilla-La Mancha

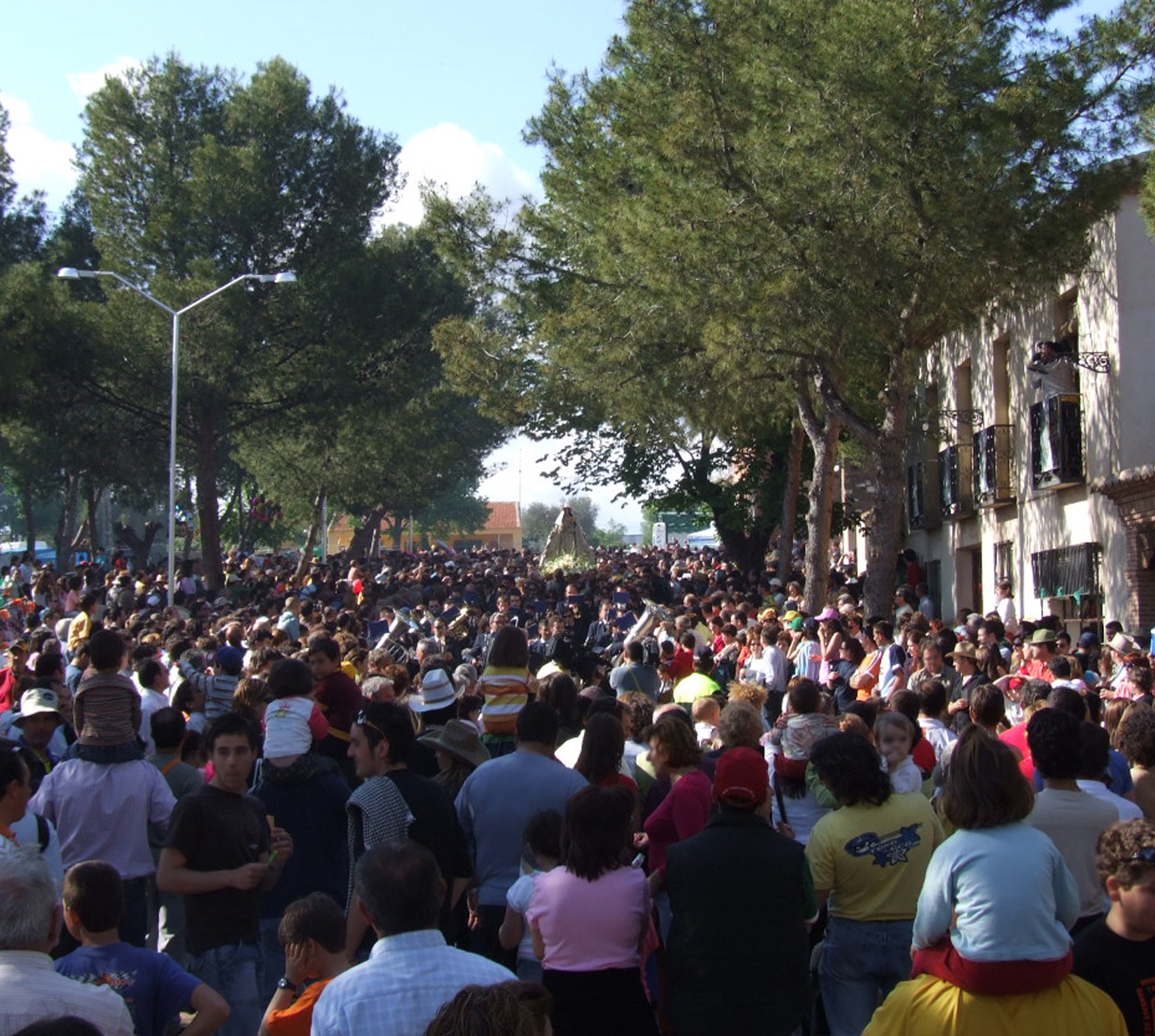
Romería Virgen del Monte Bolaños de Calatrava (Ciudad Real)

En Castilla-La Mancha destaca la romería Virgen del Monte patrona de Bolaños de Calatrava (Ciudad Real). La celebración tiene lugar en el Santuario de Nuestra Señora del Monte (Bolaños de Calatrava) ubicado en la antigua dehesa de "La Moheda" donde el último domingo de abril acampan los peregrinos para degustar la gastronomía típica como la caldereta manchega. En la actualidad la romería tiene una duración de tres días desde el sábado, que llegan los romeros a los "rasos de la virgen" donde instalan los tradicionales "corros o chozos" hasta el lunes. 
Otras romerías de la provincia de Ciudad Real son la de la Virgen de las Viñas en Tomelloso, también el último fin de semana de abril; la de la Virgen de la Carrasca en Villahermosa el segundo fin de semana de septiembre, también podemos citar la romería de la virgen de los Desamparados en Villanueva de la Fuente celebrada la primera semana de mayo; la de la Virgen de los Santos en Pozuelo de Calatrava el primer domingo de mayo y la romería de Santa María de Alarcos en la capital el domingo y el lunes de Pentecostés.
En la provincia de Albacete, la romería de la Virgen de Cortes patrona de Alcaraz, que se celebra el 8 de septiembre. Y en la Provincia de Toledo, la romería de la Virgen del Valle en Toledo capital, donde los romeros se desplazan para visitar a la virgen y tocar la campana como marca la tradición o como en Corral de Almaguer la romería de santa Águeda, San Isidro o de la patrona la virgen de la Muela coronada
En la provincia de Cuenca destaca la romería de la Virgen de Rus en la localidad de San Clemente celebrada el domingo siguiente al domingo de Resurrección, fiesta declarada de Interés Turístico Regional. En la provincia de Guadalajara destaca la romería de la Virgen de Barbatona, a la que suele acudir el Obispo de Guadalajara.

### Andalucía

#### Córdoba
En la provincia cordobesa destaca entre otras, la romería de Nuestra Señora de Gracia de Alcantarilla, patrona de Belalcázar, con más de 800 años de historia[cita requerida], celebrada el último fin de semana de abril, en donde el fuego y el agua se convierten en protagonistas. Los momentos más emotivos son la misa romera y el rosario, celebrados el sábado por la noche, y el paso de la chiquinina (como se la conoce cariñosamente a esta santa imagen) por el río Zújar a hombros y la entrada en el pueblo, donde todas las calles son adornadas con banderines y mantos para el paso de la patrona, que al llegar a la plaza es recibida por salves, miles de pétalos de flores y gran cantidad de fuegos artificiales. 

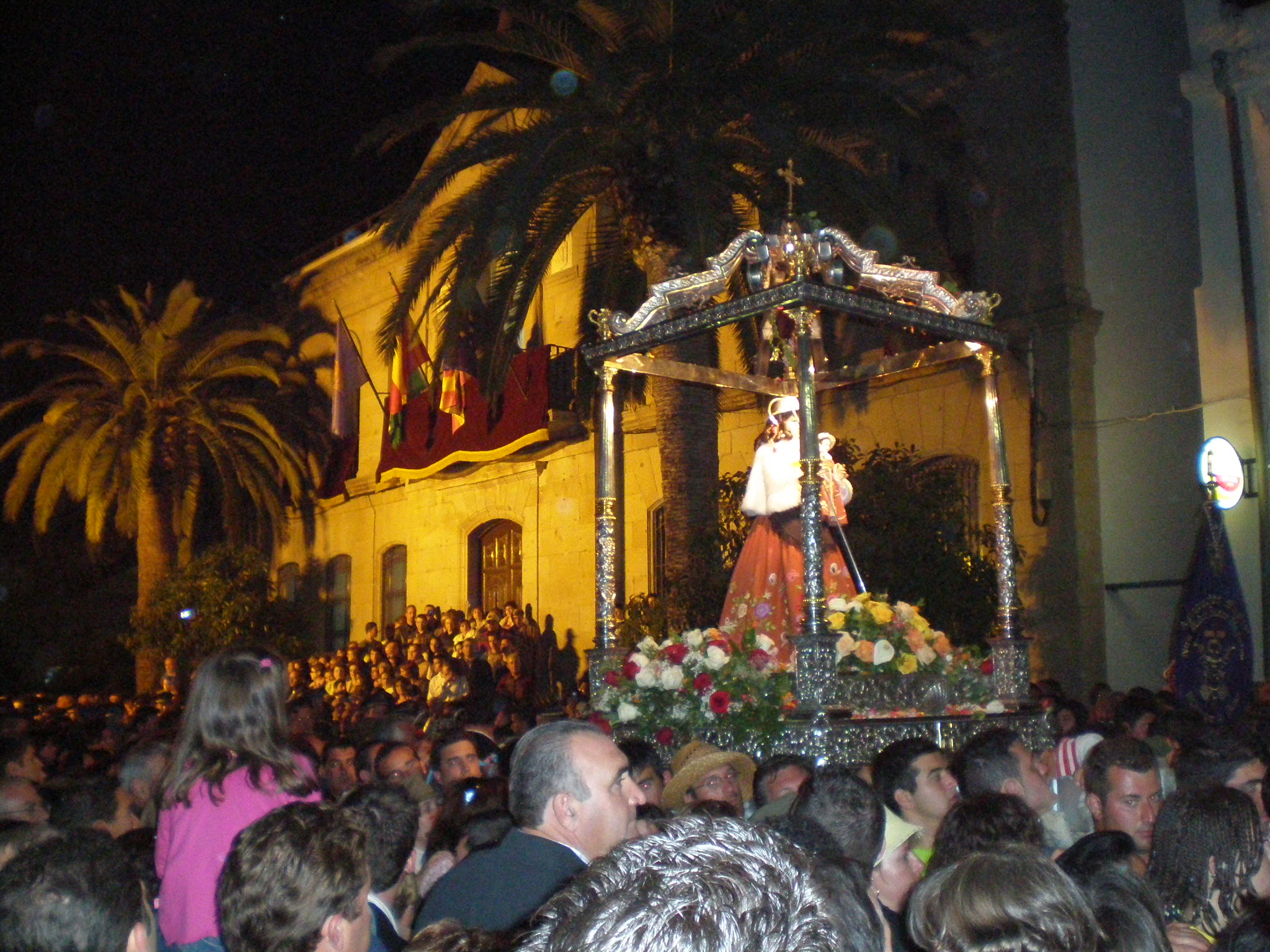
Nuestra Señora de Gracia de Alcantarilla, patrona de Belalcázar cruzando el río Zújar, Córdoba.

Más al oeste de la comarca de Los Pedroches, se celebra la romería de Nuestra Señora María Santísima de las Veredas Coronada (imagen coronada canónicamente el 30 de abril de 1995) y patrona del municipio de Torrecampo. Desde finales del siglo XV se celebra esta romería cada 1 de mayo en un paraje junto al río Guadalmez, a 6 km al norte de esta localidad cordobesa. Acuden romeros de todos los rincones de España, en especial de Madrid, donde existe una hermandad filial desde 1989, y desde Aguilar de la Frontera, Córdoba, cuya hermandad de la Virgen de los Remedios está hermanada con la matriz de las Veredas. Miles de personas de toda la comarca acuden a la mayor romería del oeste de la provincia.
Es una jornada festiva desde el amanecer hasta caer la noche que coincide con la feria del pueblo. Comienza a media mañana cuando las autoridades civiles y religiosas junto al Hermano Mayor parten del pueblo por el camino conocido como "del Prado". Al llegar al santuario, el alcalde le coloca el bastón de alcaldesa-honoraria y es llevada hasta el exterior por sus devotos. Junto a la ermita, se oficia una misa en un gran altar de campaña seguida por cientos de fieles. Al terminar dicho acto religioso, la imagen es llevada a hombros acompañada de los acordes de la banda de música y de oraciones y plegarias por decenas de portadores por los alrededores de la ermita. Cuando termina la procesión, son varios los coros romeros y agrupaciones musicales que se acercan a cantarle junto a sus andas de plata. El momento más emotivo se vive cuando las decenas de portadores y portadoras anónimos que la mecen durante la procesión, la elevan por encima de sus cabezas haciendo un esfuerzo sobrehumano para que toda la muchedumbre la contemple y todo el verde paraje la observe vestida con un manto de casi 200 kilos bordado en oro y joyas. Durante los días previos a la romería, se celebra una novena en la Parroquia de San Sebastián del pueblo como espera emocionante al día grande de la fe mariana de Los Pedroches.
Por otra parte, al sur de la provincia, encontramos un sinfín de romerías dedicadas a la Virgen de la Sierra, Patrona y Alcaldesa Perpetua de la ciudad de Cabra. La más concurrida es la romería de la "Bajá", en la cientos de romeros de todas partes de Andalucía acompañan a la imagen de la Virgen desde la ermita de la Sierra, (a 14 km del casco urbano de la ciudad), hasta la barriada que lleva su nombre durante un recorrido de más de 4 horas.

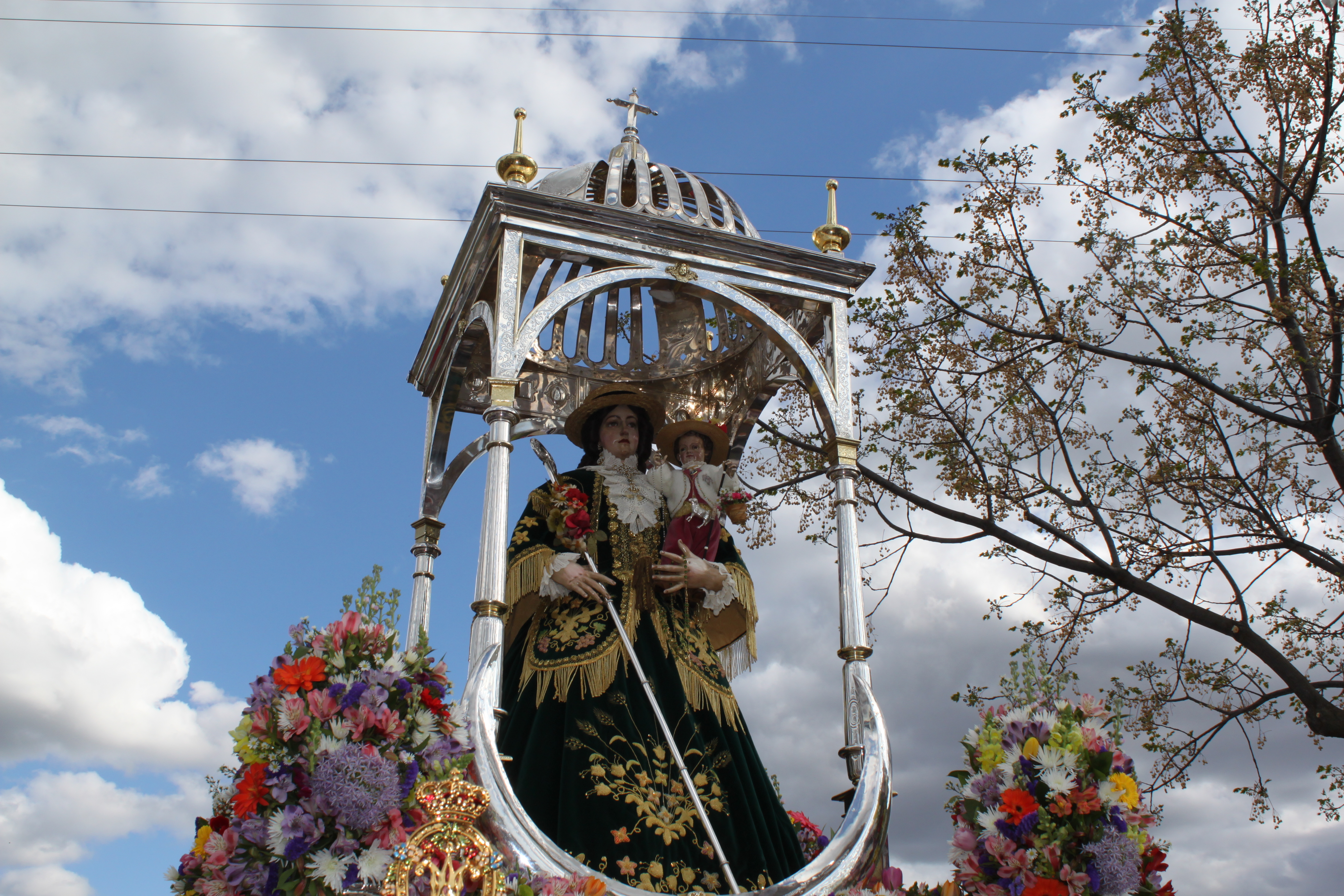
Romería de bajada de la Virgen de Araceli

Por otra parte en Lucena tienen lugar dos romerías anuales dedicadas a la Virgen de Araceli, patrona de Lucena y del Campo Andaluz:
- La romería de bajada, el penúltimo domingo de abril, en la que los aracelitanos y devotos en general suben a la Sierra de Aras por la mañana y acompañan a su patrona desde su salida a las 15.00h, relevando a los santeros (portadores del paso a hombros) en gran parte del trayecto. Antes de llegar a la Era del Santo, a la entrada de Lucena, los santeros recuperan el paso y llevan a la virgen hasta la conocida "Puerta la mina". A su llegada a Lucena sobre las 19.00 horas se realiza la recepción oficial en los Jardines de Antonio Villa por parte de toda la ciudad de Lucena y de las autoridades municipales que junto con la Aracelitana Mayor y su corte de damas acompañaran a la Virgen hasta la iglesia de San Mateo en una jornada marcada por el fervor y que cada año da el pistoletazo de salida a las Fiestas Aracelitanas. En esta ocasión la Virgen viste de pastora.

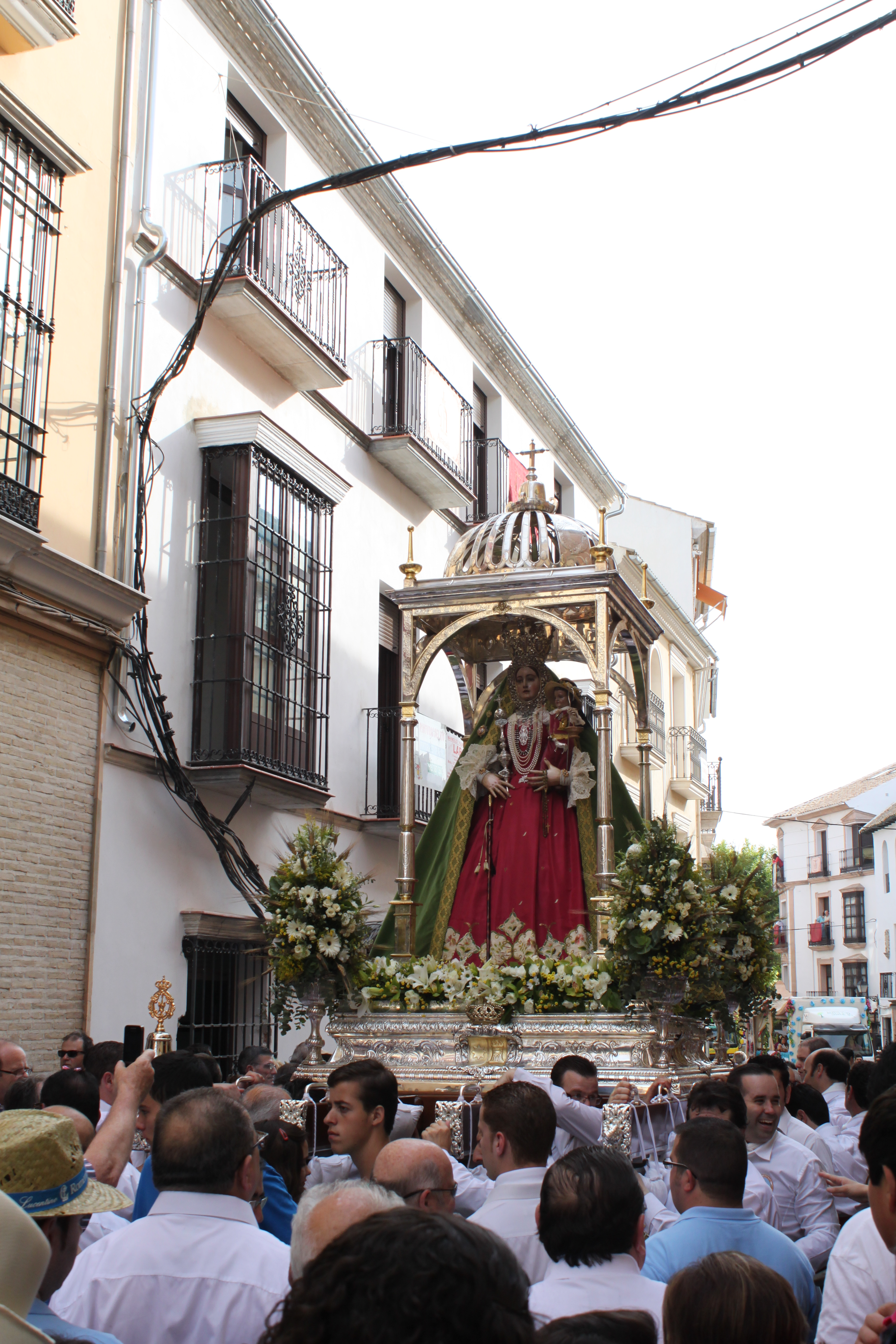
Romería de subida de la Virgen de Araceli

- La romería de subida, el primer domingo de junio sale la Virgen de San Mateo al filo de las 8.00 de la mañana después de que se haya celebrado la tradicional misa de romeros, llevada por otra cuadrilla de santeros y acompañada de una multitud de personas y numerosas carrozas tiradas por tractores y hacen el camino inverso.

En 2012 se cumplen 450 años de la llegada de la imagen de la Virgen de Araceli a Lucena desde Roma.
Granada
En Zújar de la provincia de Granada es de gran importancia la Romería al Cerro Jabalcón, que se realiza con motivo de la celebración de sus fiestas patronales en honor a la Virgen de la Cabeza de la Cabeza conocidas como Fiestas de Moros, Cristianos y Diablos. Esta romería se celebra el último domingo de abril, saliendo todos los romeros en procesión desde la Plaza Mayor de Zújar con la Virgen de la Cabeza portándola por lugares escarpados pero de extraordinaria belleza. En la cumbre pueden llegan a concentrarse miles de personas que año tras año acuden a una cita festiva que cuenta con una tradición de más de cuatrocientos años. La Virgen de la Cabeza es despedida por el pueblo en un lugar conocido como " La Erilla Empedrá" lugar al que ha llegado en procesión desde la Iglesia de la Anunciación en la Plaza Mayor de Zújar acompañada por cientos de tamborileros y tamborileras. Durante el trayecto la Virgen recibe honores de sus romeros con bandereos, cantos y todo tipo de signos de veneración.
En Salobreña se celebra en honor de la patrona, Nuestra Señora del Rosario, el primer domingo de octubre una romería denominada "Del Sur", que goza de gran popularidad en la provincia.

#### Huelva

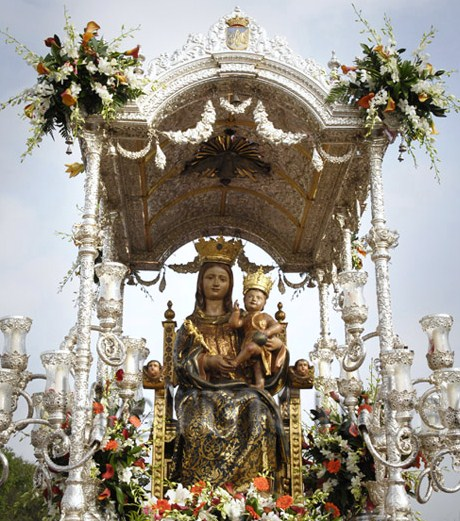
Romería de Ntra. Sra. de la Bella, Lepe (Huelva)

En Andalucía, uno de los ejemplos más famosos es la romería del Rocío, en la que los fieles se desplazan al Santuario de la Virgen del Rocío en la aldea de El Rocío, en Almonte, Huelva. Destacan también la Romería en honor a la Reina de los Ángeles de Alájar, o la Romería en honor a la Virgen de Montemayor Coronada en Moguer (Huelva) y la Romería de San Antonio de Padua de Cortegana. Mención, a la romería de San Benito de El Cerro de Andévalo, la más antigua de la provincia.
Además también destaca la Romería de la Ntra. Sra. de la Bella de Lepe es una de las festividades más importantes y arraigadas en la provincia de Huelva, Andalucía. Esta celebración, en honor a la Santísima Virgen de la Bella, patrona de la localidad, reúne a más de 200.000 personas durante varios días de celebración. El evento marca el inicio oficial de la primavera en Lepe y es una ocasión para que los leperos demuestren su devoción y fervor hacia la Virgen.
El punto culminante de la romería es el traslado de la imagen de la Virgen desde la parroquia de Santo Domingo de Guzmán hasta su ermita en el recinto romero de El Terrón, junto al puerto pesquero. Este emotivo recorrido, acompañado por miles de peregrinos, se realiza a pie, a caballo o en carruaje, y está lleno de cánticos, bailes y muestras de afecto hacia la Virgen. La llegada de la patrona a la ermita marca el comienzo de una vigilia popular que dura toda la noche, donde los devotos velan y acompañan a la Virgen con cantos y rezos.
La romería también incluye diversas actividades religiosas y culturales, como misas de romeros, subastas de pendones, conciertos de música tradicional y ferias gastronómicas. Además, se implementa un completo plan de seguridad y emergencias coordinado por el Ayuntamiento para garantizar el bienestar de los asistentes. La Romería de la Bella de Lepe es un evento emblemático que refleja la profunda conexión de la comunidad lepera con su tradición religiosa y cultural.

#### Jaén
Otro de los ejemplos más representativos es la romería de la Virgen de la Cabeza en Andújar, la cual está considerada y constatada como la segunda romería más antigua de España, por detrás de la de Ujué (año 1043) y consiste en el desplazamiento de los peregrinos venidos de todo el país hasta el Santuario de la Virgen de la Cabeza, a 33 km de Andújar, en pleno parque natural de la Sierra de Andújar. Esta fiesta se celebra el último domingo de abril, y está considerada de interés turístico nacional.
En Bailén, el último de domingo de septiembre, se celebra la romería de la Virgen de Zocueca, en la que los peregrinos procesionan a la Virgen hasta el Santuario de Zocueca, a 8 km de la ciudad. La fiesta dura desde el viernes hasta el domingo.
Otra romería destacada en la provincia de Jaén es la celebrada en Sorihuela del Guadalimar, en honor a Santa Quiteria el fin de semana posterior al 22 de mayo. Desde la Edad Media, la ermita de Santa Quiteria de los Aires es lugar de peregrinación, destacando en esta fiesta la construcción de los típicos «chozos» (estancias a modo de casetas de feria construidas con juncos, cañas, etc.) y la procesión de la Santa hasta el puente sobre el río Guadalimar.
También cabe destacar que en la provincia de Jaén, la romería de la Virgen de Alharilla en Porcuna, que se celebra cada segundo domingo de mayo.
Otra Romería no destacada pero sí con un gran fervor es la Romería en honor de la Virgen de Nazaret en Camporredondo celebrándose el Primer fin de semana de mayo

#### Málaga
En la provincia de Málaga una de las romerías principales del Valle del Guadalhorce, es la de Villafranco del Guadalhorce. Se celebra cada uno de mayo y comienza en la parroquia de María Auxiliadora, con una misa en honor a la Virgen y Patrona del pueblo María Auxiliadora cantada por el coro que lleva su nombre.
Tuvo sus comienzos en 1978, cuando un grupo de vecinos de Villafranco junto con el párroco del momento, autor del nacimiento de la romería, llevaban en peregrinación de carroza a la virgen María Auxiliadora, a una zona campestre de Río Grande.
La romería ha adquirido gran interés turístico, asistiendo cada año miles de personas y cientos de caballos. Se hace una peregrinación; unos en carrozas, otros en caballos y otros a pie cantando a la virgen por el camino llamado «La Colmenilla» que lleva a río Grande, donde se reparte vino para hacer el camino más alegre.
Una vez en Río Grande, los peregrinos toman sangría fresca para recuperarse del calor y se reúnen con sus familiares para pasar un día de campo estupendo y dan gracias a la Virgen por caminar otro año más en su romería.
También se hacen concursos de sevillanas y bailes, al atardecer se realiza la entrega de premios y sobre las ocho de la tarde, las carrozas vuelven al pueblo, así acaba la romería hasta el siguiente año.
TEBA: Sin duda una de las más antiguas e importantes de la provincia, porque data del siglo XVI. Se celebra en mayo en la ribera del río Guadalteba, en honor a la Virgen de la Cabeza (filial desde 1560 de la de Andujar) y de San Isidro Labrador. A la misma se calcula que acuden más de 10 000 personas.

#### Sevilla

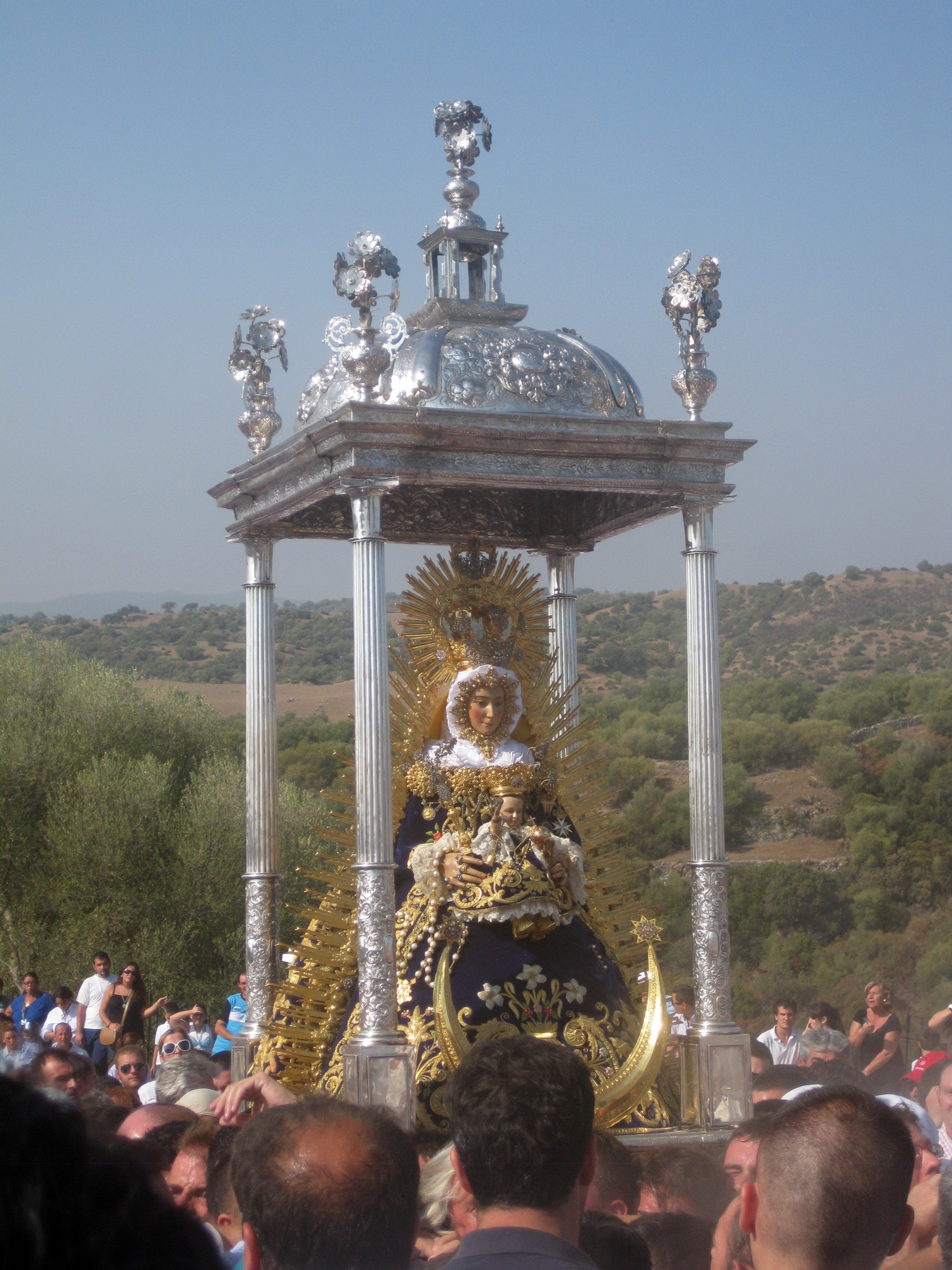
Romería de la Virgen de Setefilla

En la provincia de Sevilla destaca por antigüedad la romería en honor a Nuestra Señora de Setefilla de Lora del Río que comenzó a celebrarse de manera regular a partir de 1587 aprovechando una feria de ganado que tenía lugar en los alrededores. Los setefillanos realizan cada 8 de septiembre el llamado "camino de la Virgen" a pie, en carrozas, a caballo o en coche hasta llegar a la Ermita de Setefilla en las primeras estribaciones de Sierra Morena, a 12 km del pueblo. A las 11 de la mañana comienza la procesión de tercia de la Sagrada Imagen alrededor de la ermita. Al concluir se le realizará la Función Principal y un besamanos.
Otras romerías de la provincia son la de Nuestra Señora de Cuatrovitas, patrona de Bollullos de la Mitación, cuyo origen data de 1595.
En Sevilla capital desde 1958 tiene lugar la romería de Torreblanca en honor del Inmaculado Corazón de María el último domingo de septiembre.
En Alcalá de Guadaíra, a primeros de los 80 los alcalareños recuperan el culto a su Patrón San Mateo y con ello la tradicional romería, que se celebra el domingo anterior a la festividad litúrgica el día 21 de septiembre, día de fiesta local y que el Santo Patrón procesiona por las calles de su pueblo.La romería se celebra en la pradera del Guardián del Castillo, a los pies del Castillo testigo de la historia y junto a las riberas del río Guadaíra que da su apellido a la ciudad. El pueblo de Alcalá no se dirige a un santuario sino a un lugar, un lugar en la historia donde el Rey San Fernando en su reconquista nombrara patrón de Alcalá de Guadaíra a San Mateo. Con ella celebran durante un día la alegría de una conquista sin derramamiento de sangre, pacífica y así como la anunciación de la festividad y de la conversión que el propio apóstol vivió. Al regreso a la parroquia de la Inmaculada donde tiene sede la hermandad numerosas de parejas con sus bailes y canten intentan que el patrón no se adentre en el templo para no concluir con el día, donde ya numerosos alcalareños les esperan para poder rendir homenaje en solemne besamanos.
En Cantillana, es muy populosa la Romería en honor a la Divina Pastora de las Almas, cada último fin de semana de septiembre. Miles de peregrinos, caballistas y carruajes se dirigen desde la Parroquia al Santuario de la Divina Pastora en la Aldea de los Pajares. Cada 5 años, acude la Imagen de la Virgen, y los otros años el Simpecado. Es de destacar su paso por el río Viar, donde se encienden bengalas al paso de la carreta.
Romería Virgen de Valme, celebrada la 3 semana de octubre, entre Dos Hermanas y Sevilla, siendo una de las más populares y concurridas de España, solo por detrás del Rocio y de la Virgen de la Cabeza.

#### Almería
Destaca la romería a caballo y convivencia rociera culto a la Virgen del Rocío, que se celebra cada año a mediados de agosto en el municipio de El Ejido (Almería) en la playa de Almerimar y paraje natural de Punta Entinas-Sabinar, con ofrenda floral en la parroquia ubicada en el barrio de Guardias Viejas. Las cifras de participación llegan a los 600 peregrinos, 200 caballos y 25 carruajes

### Norte

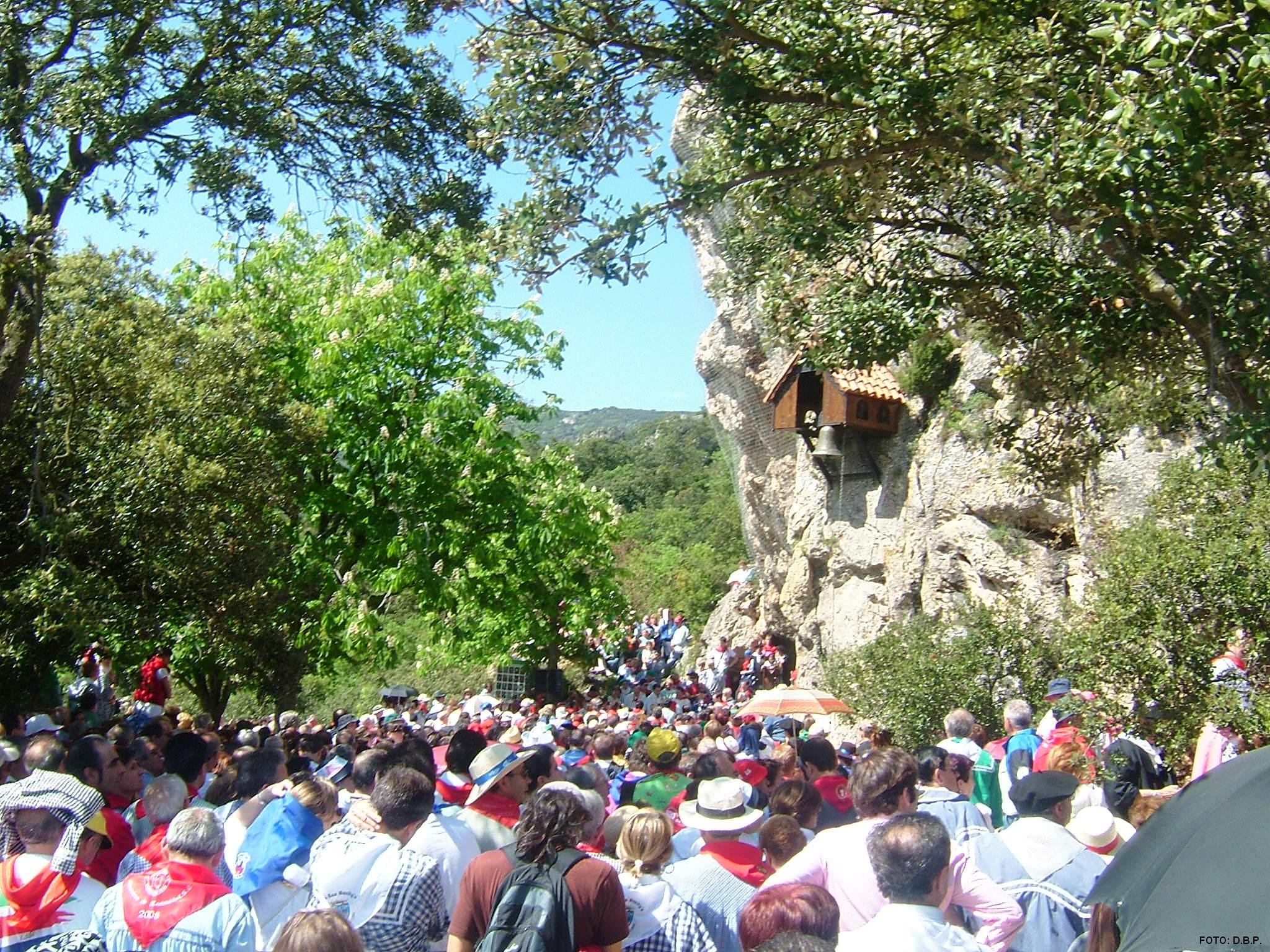
Misa en la ermita de San Juan del Monte

En el norte de España destaca la Romería a Ujué, de las más antiguas del país, nacieron en el año 1043 con la peregrinación de los vecinos de Tafalla a esta localidad para agradecer a la Virgen su victoria en la batalla contra el rey de Aragón, supone la afluencia de miles de romeros a la villa mariana, y es un tiempo festivo y penitencial.
También la Romería de San Juan del Monte (Miranda de Ebro), celebrada el lunes de Pentecostés, una de las más numerosas e importantes del norte del país. Otra romería de especial importancia es la Batalla del Vino (Haro), celebrada el 29 de junio, ambas consideradas de interés turístico nacional.
En el prepirineo de Huesca se puede realizar la romería a pie desde Barbastro hasta el Santuario de Torreciudad. Son 24 km, que recorren el Sendero de Gran Recorrido GR-17 (Sendero Mariano). Participan unos doscientos vecinos de la comarca del Somontano de Barbastro y se realiza a mediados del mes de mayo.

### Murcia
En la Región de Murcia destaca la multitudinaria romería de la Virgen de la Fuensanta, Patrona de Murcia. Esta peregrinación congrega a más de medio millón de romeros el martes siguiente al 8 de septiembre, recorriendo junto a la imagen un trayecto que va desde la catedral de la ciudad hasta la sierra donde se emplaza el Santuario de la Virgen.
También en la Región de Murcia sobresale la peregrinación nocturna que cada 7 de septiembre se realiza al Santuario de la Esperanza, en el municipio de Calasparra.
En San Javier cada 3 de febrero se realiza la romería de San Blas de Santiago de la Ribera de Santiago de la Ribera, declarada fiesta de interés turístico regional.

### Islas Canarias

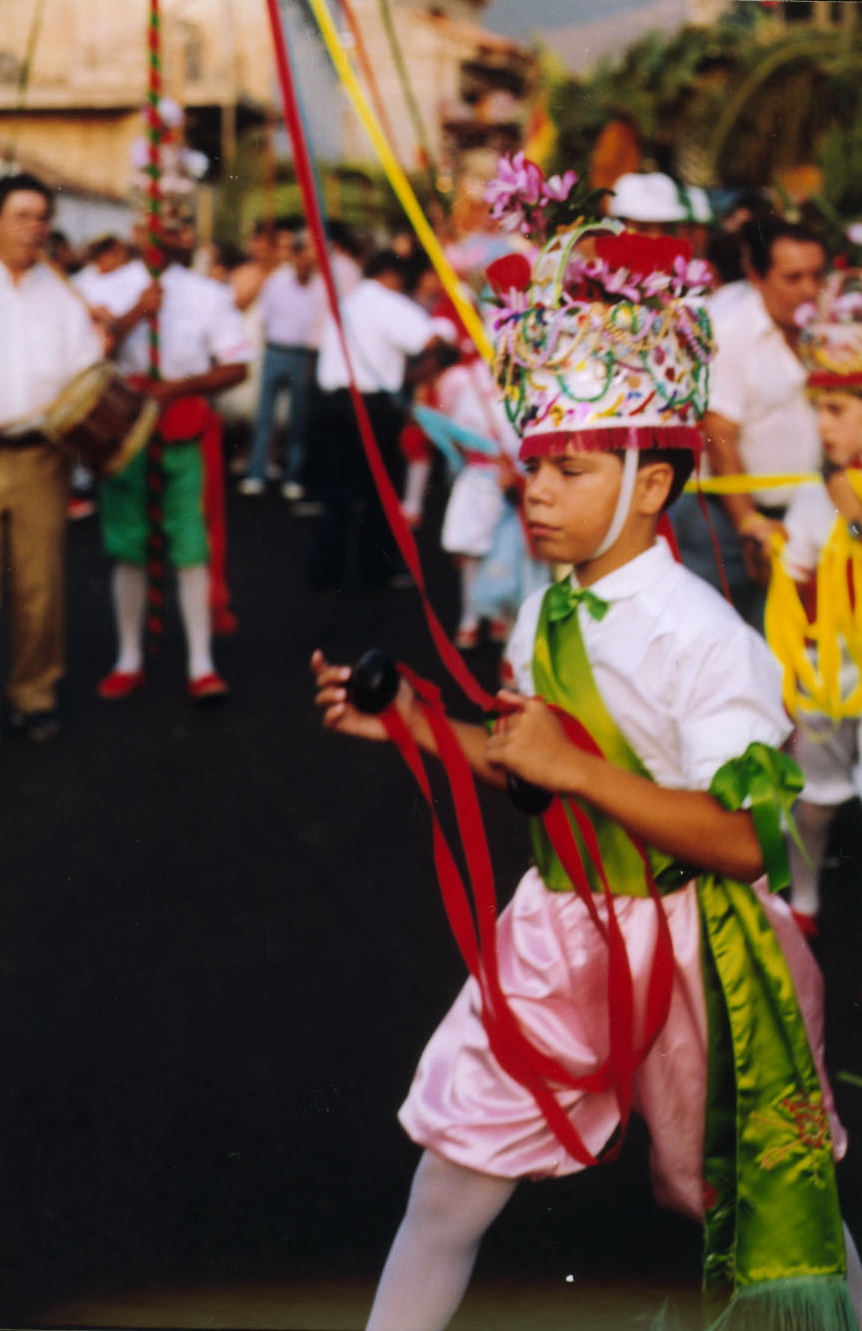
Danza de las Cintas, un acto omnipresente en las romerías canarias. En la imagen niño danzando en una romería en Güímar (Tenerife).

En las Islas Canarias, las romerías son fiestas tradicionales de carácter popular. La considerada como la más antigua de las islas es la que se celebra en honor de la Virgen del Socorro (Romería del Socorro), en el municipio tinerfeño de Güímar. Por su parte, la Romería Regional de San Benito Abad en San Cristóbal de La Laguna (también en Tenerife), es la romería más representativa de Canarias, en la que participan grupos venidos desde todos los rincones del archipiélago. Además, es la única romería de Canarias en ostentar el título de "Regional" (es decir, de toda la región canaria). Se la considera también entre las romerías más importantes de España.
Otras romerías de gran raigambre en Tenerife son las de San Isidro (La Orotava), la de la Virgen de Candelaria (Patrona de Canarias), la de Tegueste que se celebra en honor a San Marcos, la de San Isidro Labrador y Santa María de la Cabeza en Los Realejos, la de San Roque en Garachico y la de San Agustín de Arafo.
En la isla de Gran Canaria destacan las romerías de Teror dedicada a la Virgen del Pino, la de Santiago Apóstol y la de San Isidro (Gáldar), la romería en honor a la Virgen de las Nieves (Agaete), la de Las Marías (Santa María de Guía), la de San Antonio de Padua (Moya), la romería en honor a la Virgen de la Candelaria (Ingenio) o la romería en honor a San Antonio (Mogán).
También cada cinco años tienen lugar la romería lustral de la Bajada de la Virgen de las Nieves (La Palma) y, en las islas de El Hierro y La Gomera, otras similares en honor a la Virgen de los Reyes (cada cuatro años) y a la Virgen de Guadalupe (cada 5 años) respectivamente. En Lanzarote destaca la Romería de la Virgen de los Dolores y en la isla de Fuerteventura la de la Virgen de la Peña, ambas en el mes de septiembre. En Canarias, las romerías son las fiestas más importantes de cada pueblo. La gente suele ataviarse de mago, con la vestimenta tradicional canaria, que varía según la isla o zona. Son fiestas donde se manifiesta la canariedad y donde se aprovecha para degustar productos típicos.

### Madrid
Entre las antiguas romerías en la capital se tienen la romería de San Blas (actualmente recuperada) que acudía a la ermita de San Blas. La romería del Santo Ángel de la Guarda que cada 1 de marzo acudía a venerar la imagen del Santo Ángel de la Guarda, venerada por porteros. La desaparecida romería del Cristo de la Oliva que desapareció ya en el siglo XVIII, y cuya celebración se establecía el 3 de mayo, coincidente con la romería de Santiago el Verde que se dirigía a la ermita de San Felipe y Santiago a orillas del río Manzanares. La más significativa de todas es la romería de San Isidro el 15 de mayo cuyo destino es la ermita de San Isidro. La romería de la Virgen del Puerto (que con el tiempo se convirtieron en las fiestas de la melonera) y que se dirigía a comienzos de septiembre la ermita de la Virgen del Puerto. La romería de San Eugenio (denominada de la bellota) celebrada cada 15 de noviembre cierra el año.
En la comunidad madrileña es representativa de esta tradición la Romería de la Virgen de Navahonda, celebrada en primavera en el municipio de Robledo de Chavela o la de la Virgen de La Jarosa que tiene lugar en Guadarrama cada 15 de agosto y se viene realizando desde 1956.

### Comunidad Valenciana
El primer sábado del mes de mayo se celebra la Rogativa (o romería) al Santuario de la Virgen de Vallivana, para honrar a la patrona de Morella. Centenares de personas recorren a pie los 22 km que separan la ciudad del santuario, ubicado junto a la carretera N-232. El regreso, también a pie, se realiza el domingo. La Rogativa es una tradición muy arraigada que se celebra todos los años en mayo, excepto cuando Morella celebra el Sexenio. En el año sexenal esta romería cobra una especial solemnidad y se celebra en agosto. El pueblo morellano desciende al Santuario para trasladar la imagen de la Virgen de Vallivana hasta Morella y celebrar las Fiestas del Sexenio. La imagen permanece en la ciudad hasta el mes de octubre que vuelve a ser trasladada al Santuario.
El inicio de esta romería se remonta al año 1478; ese año se acuerda que el primer sábado de mayo se vaya en procesión de romería, a visitar a la Virgen, en cada uno de los siguientes santuarios y por este orden: El primer año al de Ntra. Sra. de Vallivana; el segundo año al de Ntra. Sra. de La Balma, de Zorita; y al tercer año al de Ntra. Sra. de la Fuente, de Castellfort; continuando así todos los años por riguroso orden de rotación.
Esta piadosa costumbre duró hasta el año 1620, en que se acordó por las autoridades, ir todos los años el primer sábado de mayo a visitar en romería a Ntra. Sra. de Vallivana, cuya tradición viene cumpliéndose cada año, con un aumento de participación cada vez mayor, principalmente de jóvenes. El año de fiestas sexenales se suspende esta romería de mayo, para realizarse la víspera de dichas fiestas para llevar a la Virgen hasta Morella.
En 2010 se celebró el centenario de la coronación de la Virgen de Vallivana. La historia de la coronación se remonta al 28 de agosto de 1910, cuando Roma le dio luz verde, después de estudiar la documentación enviada durante unos siete años. En aquel entonces, únicamente las vírgenes de Montserrat, la Merced y Begoña, a nivel nacional, estaban coronadas. Así, la Virgen de Vallivana se convirtió en la única en el obispado de Tortosa en tener este reconocimiento. Roma tomó la determinación por la antigüedad de la imagen, por la devoción a ella y por los hechos que se le atribuían. La última Virgen coronada es la del Lledó.
En Alicante se celebra la Romería de la Santa Faz, una de las más antiguas y concurridas de España.

## México
Jalisco: Romería de la virgen de Zapopan
Una réplica de la imagen original, llamada la  Virgen peregrina, es sacada cada año para peregrinar por las iglesias de Guadalajara desde el día 20 de mayo hasta el 9 de octubre, cuando arriba a la catedral metropolitana. Ahí permanece hasta dos días más hasta  que se celebra la misa de renovación de patronato sobre la arquidiócesis. Terminada la misa, la imagen peregrina es llevada en procesión desde la explanada del Hospicio Cabañas hasta la Catedral Metropolitana, donde la Imagen Peregrina es remplazada por la Imagen Original que es llevada solo esa noche del 11 de octubre desde su Basílica en Zapopan a la Catedral de Guadalajara siendo allí venerada y velada toda la noche y madrugada. El día 12 de octubre a las 6 de la mañana es llevada en la Romería hacia su basílica sede.
Casas y calles son adornados con papel picado, alfalfa y arreglos florales por donde pasa la imagen antes de llegar a la parroquia o capilla de cada barrio. Esta devoción es muy particular de Guadalajara y no tiene paralelo en México, ni en sus formas ni en su historia, historia que está íntimamente ligada a la fundación misma de Guadalajara en 1542, pues ya en 1531 fray Antonio de Segovia, recorría el valle de Atemajac y Zapopan, evangelizando a los originales de estas tierras, acompañado de la imagen de la Virgen de la Expectación, que es la imagen original que hace el recorrido cada 12 de octubre.
En dicha procesión se dan cita danzantes, vendedores de comida y artesanías tradicionales y miles de espectadores. La imagen se detiene periódicamente a lo largo de su camino para recibir un homenaje de los muchos grupos de danza prehispánica y mariachis. Una vez llegando el contingente a la Basílica, las celebraciones continúan y terminan con fuegos artificiales por la noche.

## Paraguay
En Paraguay cada 8 de diciembre, fiesta de la Inmaculada Concepción se celebra la festividad de la Virgen de Caacupé patrona del Paraguay. La peregrinación, que dura toda la noche subiendo el cerro hasta el santuario, un trayecto de 8 km aproximadamente, culmina con una misa al amanecer. La participación supera normalmente el millón de personas en un país que tiene aproximadamente 7 millones de habitantes.